# Rodrigo Soares (futebolista de areia)
Rodrigo Soares da Costa (16 de agosto de 1993) é um jogador de futebol de areia brasileiro que atua como atacante. Ele venceu a Copa do Mundo FIFA de Futebol de Areia de 2017, 2024 e de 2025, sendo destaque nos torneios; também já disputou outras três Copas do Mundo (2015, 2019, 2021). Rodrigo está entre os dez maiores artilheiros de todos os tempos do Brasil.
Ele é considerado um dos melhores jogadores do mundo, reconhecido em diversas cerimônias de premiação do Beach Soccer Stars.

## Carreira
Rodrigo cresceu jogando futebol de praia casual em Copacabana. Ingressou em seu primeiro clube oficial, o Botafogo, em 2011, aos 18 anos. Três anos depois, em 2014, aos 21 anos, foi convocado pela primeira vez para a Seleção Brasileira e posteriormente foi convocado para a seleção para a Copa do Mundo de 2015.
Ele ganhou destaque particularmente em 2016, aos 23 anos, quando ganhou prêmios de MVP na Superliga Russa e na Taça Europeia de Clubes, e ganhou a comenda Rising Star na cerimônia de premiação do Beach Soccer Stars. No ano seguinte, ele levou o Brasil à vitória na Copa do Mundo de 2017, nas Bahamas, conquistando o prêmio Chuteira de Prata (segundo maior artilheiro) com nove gols.
Em 2017, Rodrigo também ingressou no principal clube russo, o BSC Kristall. Em 2023, ele marcou 251 gols em 176 jogos pelo clube em todas as competições.
Ele consolidou seu lugar como um dos melhores jogadores do mundo quando foi nomeado um dos três melhores jogadores do mundo e parte do time do ano na cerimônia do Beach Soccer Stars de 2019. Na Copa do Mundo de 2021, Rodrigo fez sua centésima participação pelo Brasil na derrota na fase de grupos para a Suíça.

## Títulos
Seleção Brasileira
- Copa do Mundo: 2017, 2024, 2025
- Jogos Mundiais de Praia: 2019

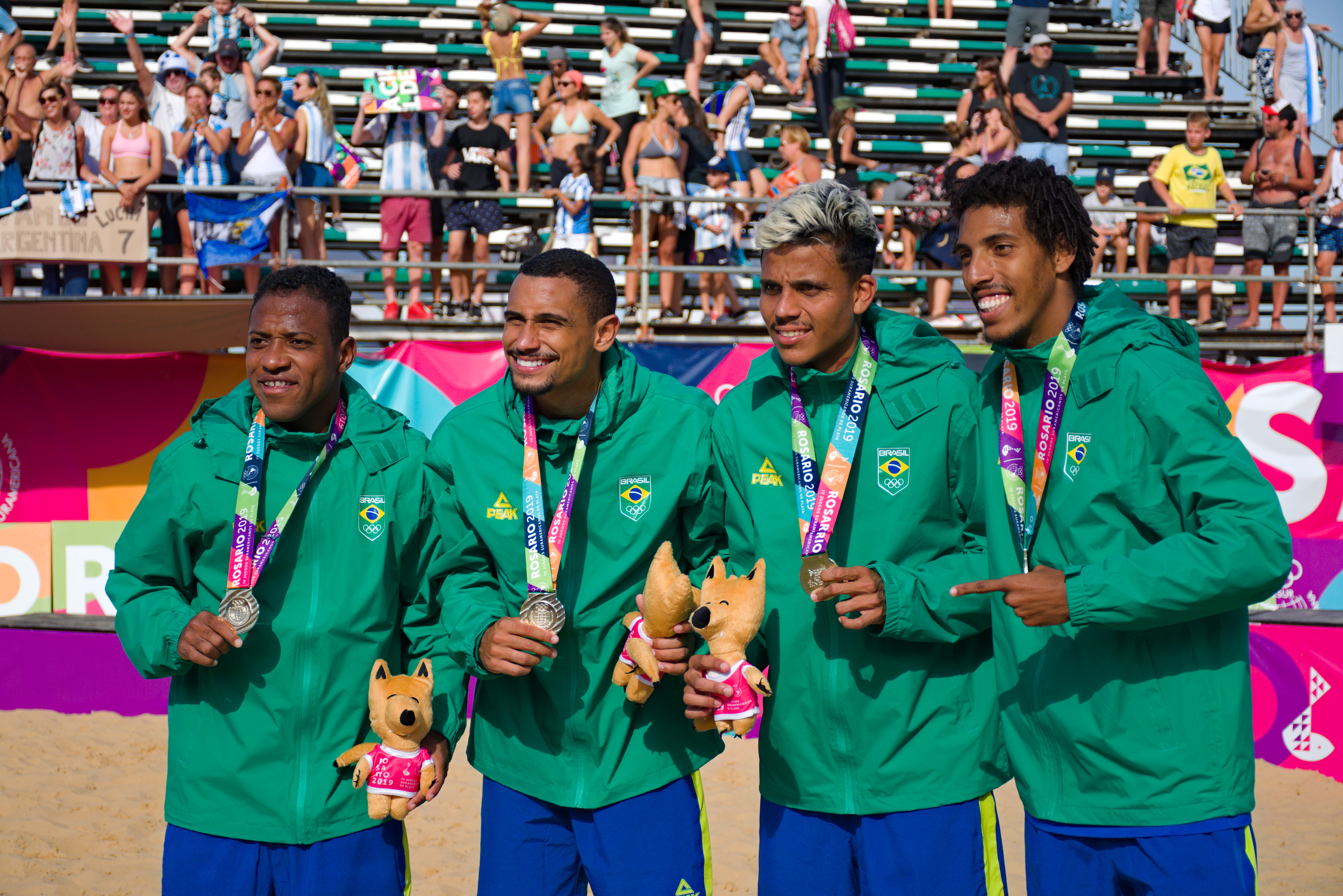
Rodrigo Soares (segundo da esquerda para a direita) na entrega de medalhas dos Jogos Sul-Americanos de 2019

- Copa Intercontinental: 2014, 2016, 2017
- Copa América: 2016, 2018
- Mundialito: 2017, 2023
- Jogos Sul-Americanos de Praia: 2019

BSC Kristall
- Taça Europeia: 2020, 2021
- Superliga Russa: 2018, 2019, 2021, 2023
- Copa Russa: 2017, 2018, 2019, 2020, 2023